# Loral Corporation
A Loral Corporation era uma fornecedora militar fundada no ano de 1948 em Nova Iorque por William Lorenz e Leon Alpert como Loral Electronics Corporation. O nome da companhia é composto pelas primeiras letras do sobrenome dos fundadores.
A Loral Corporation foi encerrada em 1996, quando a empresa desfez de suas empresas de integração de sistemas eletrônicos de defesa para a Lockheed Martin por 9,1 milhões de dólares. Com a Loral Space & Communications sendo criada no mesmo ano a partir dos restos da Loral Corporation.

## História
A empresa foi fundada em 1948 em New York por William Lorenz e Leon Alpert como Loral Electronics Corporation. O nome da empresa foi criado a partir das primeiras letras do sobrenome de cada fundador.
Ela trabalhou inicialmente no desenvolvimento de RADAR e Sonar métodos de detecção para a Marinha dos Estados Unidos. Em 1959, veio a público com uma oferta inicial de 250 000 cada ações a US $ 12. Parte dos recursos obtidos com a oferta foram utilizados para construir uma nova sede com 40 000 m2 localizada em 825 Bronx River Avenue, no Soundview, seção de The Bronx, Nova York.
Em 1959 ela começou a diversificar, comprando várias empresas menores, por meio do qual ganharam mais contratos militares. Algumas das empresas adquiridas incluem-se: Willor Manufacturing Corp., American Beryllium Co., Inc., Sarasota, Flórida, Arco Electronics, e diversas empresas de plásticos.
Em 1961, ela formou uma divisão de comunicações em desenvolvimento, de telemetria e sistemas de navegação espacial para satélites.
A Loral estava à beira da falência em 1972, antes de ser adquirida por Bernard L. Schwartz, que ao longo das próximas duas décadas, transformou-a em um importante player no mercado global aeroespacial e de defesa, com a aquisição de outras 16 empresas de defesa e aeroespacial. Em 1995, a Loral tinha US $ 5,5 bilhões em receita. Em 1996 a Loral vendeu seus sistemas de eletrônicos de defesa e empresas de integração de sistemas para a Lockheed Martin; suas unidades restantes tornaram-se a Loral Space & Communications. No ano seguinte, várias dessas antigas unidades da Loral foram cindidas pela Lockheed Martin para tornar-se o núcleo da L-3 Communications.
A Loral foi acusada de transferência de tecnologia para a China em 1996. O incidente surgiu como resultado de uma investigação sobre a falha no lançamento do Intelsat 708, um satélite construído pela Space Systems/Loral. Em um acordo de 2002 com o Departamento de Estado e o Departamento de Justiça a empresa concordou em pagar US $ 20 milhões em multas para resolver a questão e melhorar os seus procedimentos de conformidade. No contrato de funcionários da Loral não admitiu e nem negou as acusações do governo, mas os executivos da Loral reconheceram "a natureza e a gravidade dos delitos alegados pelo departamento no projeto de carregamento, incluindo o risco de danos para os interesses de segurança e política externa dos Estados Unidos", e afirmou que eles queriam fazer as pazes com o pagamento de restituição. Schwartz posteriormente divulgou um comunicado aceitando "total responsabilidade pela matéria" e retratou o incidente como um erro por um único empregado da Loral.

## Linha do Tempo
- 1948. Loral Electronics Corporation é fundada.
- 1959. Loral realiza uma oferta pública inicial e se torna uma empresa de capital aberto.
- 1972. Loral está na beira da falência, é comprada por Bernard L. Schwartz.
- 1987. Goodyear Tire & Rubber Company vende a Goodyear Aerospace (GAC) para Loral, a qual se torna Loral Defense Systems.[4]
- Outubro de 1990. Loral adquire a Ford Aerospace, divisões as quais se tornaram a Space Systems/Loral e Loral Western Development Labs.
- 1991. Com a Qualcomm, Loral inicia o projeto Globalstar, e em seu auge possuiu 42% de participação na companhia.
- 1994. Loral adquire a IBM's Federal Systems Division, a qual se torna Loral Federal Systems.
- 5 de maio de 1995. Loral adquire a Paramax, a unidade de defesa da Unisys, por 862 milhões de dólares em dinheiro.
- 8 de janeiro de 1996. A Lockheed Martin concorda em comprar os negócios de defesa eletrônica e integração de sistemas da Loral por 9,1 bilhões de dólares.[5] Loral se torna Loral Space and Communications.[6]

## Outras aquisições
- Fairchild-Weston
- LTV Missels
- Solartron

## Outras unidades anteriores
- Loral Aeronutronic (Rancho Santa Margarita, Califórnia)
- Local Command Control Systems
- Loral Conic (San Diego, California)

- Loral Defense Systems (Akron, Ohio)
- Loral Instrumentation (San Diego)
- Loral/Liris
- Loral ROLM Mil-Spec Computer Systems (San Jose, California)
- Loral Space Information Systems
- Loral Space & Range Systems (Sunnyvale, California)
- Loral Terracom (San Diego)
- Loral Vought Systems (Grand Prairie, Texas) (agora parte da Lockheed Martin Missiles and Fire Control)
- Loral Narda
- Loral Randtron
- Loral Western Development Laboratories
- Loral Infrared & Imaging Systems, LIRIS (Lexington, Massachusetts)
- Loral Electro Optical Systems, LEOS (Pasadena, California)